# ちょっと今から仕事やめてくる
『ちょっと今から仕事やめてくる』（ちょっといまからしごとやめてくる）は、北川恵海による日本の小説。メディアワークス文庫（KADOKAWA）より2015年2月から2019年7月まで刊行された。第21回電撃小説大賞のメディアワークス文庫賞を受賞。コミカライズ版が『コミックフラッパー』（KADOKAWA）にて、2016年12月号から2017年5月号まで連載された。作画担当は鈴木有布子。2017年5月には実写映画化された。2019年7月時点で累計発行部数は70万部を突破している。

## 登場人物
ヤマモト
本作の主人公。青山隆の小学校時代の同級生を名乗る男。関西弁で話す。駅で飛び込み自殺をしようとしていたところを再会と称して差し止め、彼を飲みに誘う。隆の職場での心情をよく読み取ったうえで「無理することはない」、「何のために営業に勤務しているのか」、「本当に自分がやりたいことなのか」などをよく考えるように諭す。本当に小学校時代の同級生なのかと隆から尋ねられた際には「わずかな間しかいなかった」としている。

青山隆
もう一人の主人公で語り部。ブラック企業の営業部に勤務している男。上司のパワハラに耐えかねた末に駅で飛び込み自殺をしようとしていたところをヤマモトに再会と称して止められる。当初は戸惑っていたが、ヤマモトと飲み交わし、彼にいろいろ諭されることで考えを改めていくようになる。
青山容子
隆の母。夫と共にブドウ農家を営む。
青山晴彦
隆の父。ブドウ農家を営む。

## 既刊一覧

### 小説
- 北川恵海（著）、KADOKAWA〈メディアワークス文庫〉、全2巻
  1. 『ちょっと今から仕事やめてくる』2015年2月25日発売[3]、ISBN 978-4-04-869271-7
  2. 『ちょっと今から人生かえてくる』2019年7月25日発売[4]、ISBN 978-4-04-912533-7

2019年4月に『仕事やめてくる』が、2020年3月に『人生かえてくる』が三宅貴大の朗読によって、Audibleにてオーディオブック化された。

### 漫画
- 北川恵海（原作） / 鈴木有布子（作画） 『ちょっと今から仕事やめてくる』 KADOKAWA〈MFコミックス フラッパーシリーズ〉、2017年4月22日発売[5]、ISBN 978-4-04-069156-5

## 実写映画
2017年5月27日公開の日本映画。監督は成島出、主演は福士蒼汰。原作の設定が一部改変され、バヌアツでのロケ撮影が行われた。

### キャスト
ヤマモト
演 - 福士蒼汰（主演）
青山隆
演 - 工藤阿須加
五十嵐美紀
演 - 黒木華
大場玲子
演 - 小池栄子
山上守
演 - 吉田鋼太郎
青山容子
演 - 森口瑤子
青山晴彦
演 - 池田成志

### スタッフ
- 原作 - 北川恵海『ちょっと今から仕事やめてくる』（KADOKAWA刊）
- 監督 - 成島出
- 脚本 - 多和田久美、成島出
- 音楽 - 安川午朗
- 主題歌 - コブクロ「心」（ワーナーミュージック・ジャパン）
- 企画プロデューサー - 池田宏之
- プロデューサー - 甘木モリオ
- 撮影 - 藤澤順一
- 美術 - 西村貴志
- 録音 - 加藤大和
- 照明 - 上田なりゆき
- 編集 - 三篠知生
- 助監督 - 片島章三
- 音響効果 - 岡瀬昌彦
- スクリプター - 赤澤環
- プロダクションマネージャー - 根津文紀
- ラインプロデューサー - 宿崎恵造
- ヘアメーク - 田中マリ子
- 衣裳 - 宮本茉莉
- 装飾 - 高木理己
- 音楽プロデューサー - 津島玄一
- バヌアツロケコーディネート - SPT Port Vila Vanuatu（土山裕誉、大数加裕信、グリーン真由美）
- バヌアツ小学校教育監修 - 下村珠美（青年海外協力隊）
- 協力 - 独立行政法人国際協力機構
- 配給 - 東宝
- 制作プロダクション - シネバザール
- 製作 - 映画「ちょっと今から仕事やめてくる」製作委員会（KADOKAWA、東宝、木下グループ、研音、シネバザール、パパドゥ音楽出版、朝日新聞社、GYAO、KDDI、WOWOW、アサツー ディ・ケイ）

## 舞台

### 2019年版
CBGKシブゲキ!!にて、2019年6月13日から6月23日にかけて上演された。青山役を飯島寛騎、ヤマモト役を鈴木勝吾が演じた。脚本は田村孝裕、演出は深作健太。

#### キャスト（2019年版）
- 青山隆 - 飯島寛騎
- ヤマモト - 鈴木勝吾
- 五十嵐 - 中島早貴
- 岩井 - 葉山昴
- 尾高 - 田中健

#### スタッフ（2019年版）
- 原作 - 北川恵海『ちょっと今から仕事やめてくる』（メディアワークス文庫 / KADOKAWA刊）
- 脚本 - 田村孝裕
- 演出 - 深作健太
- 美術 - 伊藤雅子
- 照明 - 吉川ひろ子
- 音響 - 長野朋美
- 衣裳 - ゴウダアツコ
- ヘアメイク - 久野友見
- 演出助手 - 大久保遼
- 舞台監督 - 逸見輝羊
- 制作統括 - 正川寛
- 宣伝美術 - 星野麻美
- 宣伝美術 - HASEGAWA OCTO
- 宣伝ヘアメイク - Tomomi（Heart Magic）
- 企画・制作 - インプレッション
- 主催・製作 - オスカープロモーション、テレビ朝日

### 2023年版
シアター1010にて、2023年4月22日から30日まで上演された。

#### キャスト（2023年版）
- 青山隆 - 橋本祥平
- ヤマモト - 梅津瑞樹
- 五十嵐 - 中村太郎
- 部長 - 前田晃男
- ヤマモトの母 - 甲斐田ゆき
- 髙木俊（声の出演）
- 武藤晃子（声の出演）

パフォーマー
- Tap - SARO / 村田正樹（Wキャスト）
- Vocal - 稲泉りん
- Violin - 後藤泰観
- Keyboard＆Vocal - 杉本雄治

#### スタッフ（2023年版）
- 原作 - 北川恵海『ちょっと今から仕事やめてくる』（メディアワークス文庫 / KADOKAWA刊）
- 演出 - 町田慎吾
- 脚本 - 葛木英
- 主催・制作 - トライフルエンターテインメント